# Saprinus austerus
Saprinus austerus är en skalbaggsart som beskrevs av Reichardt 1930. Saprinus austerus ingår i släktet Saprinus och familjen stumpbaggar. Inga underarter finns listade i Catalogue of Life.